# 白井庄次郎
白井 庄次郎（しらい しょうじろう、1909年〈明治42年〉10月29日 - 2020年〈令和2年〉8月11日）は、日本のスーパーセンテナリアン。滋賀県高島市在住の長寿の男性。2020年4月14日以降死去するまで男性長寿日本一となっていた。

## 人物
1909年生まれ。滋賀県高島市に暮らす。2016年に県内最高齢男性となる。
2016年9月時点では耳が遠いが身の回りのことは自分ででき食事の好き嫌いもない。2016年に初めて要介護認定を受けデイサービスに通い始めた。2018年時点では次男夫婦と同居し、身の回りのことは自分ででき、知事選の期日前投票にも行っている。趣味は新聞や歴史に関する本を読むことだった。
2020年4月、巴一作の死去に伴い、110歳169日で国内最高齢男性となる（厚生労働省発表、2020年4月15日）。
2020年6月、大分県大分市の檀上伍郎の死去により、1900年代（1900年から1909年）生まれの最後の日本人男性となる。
2020年8月11日に死去。110歳287日没。没後の半月間は親族の意向で公表されなかったが、8月27日に滋賀県が発表した。次の国内男性最高齢は茨城県下妻市在住の福西基となったが、11日後の8月22日に死去した。
白井の死去より、1900年代（1900年から1909年）生まれの日本人男性は全員この世を去った。